# 鲁西永地区卡内
鲁西永地区卡内（法語：Canet-en-Roussillon，發音：[kanɛ ɑ̃ ʁusijɔ̃] ⓘ，發音：[kəˈnɛt ˈde rusəˈʎo]），法国南部城市，奥克西塔尼大区东比利牛斯省的一个市镇，隶属于佩皮尼昂区，其市镇面积为22.39平方公里，2022年1月1日时人口数量为13,005人，在法国城市中排名第800位。
鲁西永地区卡内位于东比利牛斯省东部，地中海海滨，泰特河由此注入地中海，距离省会佩皮尼昂市中心大约7公里。鲁西永地区卡内历史上为一个子爵都城，境内有多处相关历史建筑；现代则是佩皮尼昂城市圈的组成部分，同时也是一个重要的海滨旅游胜地。

## 地名

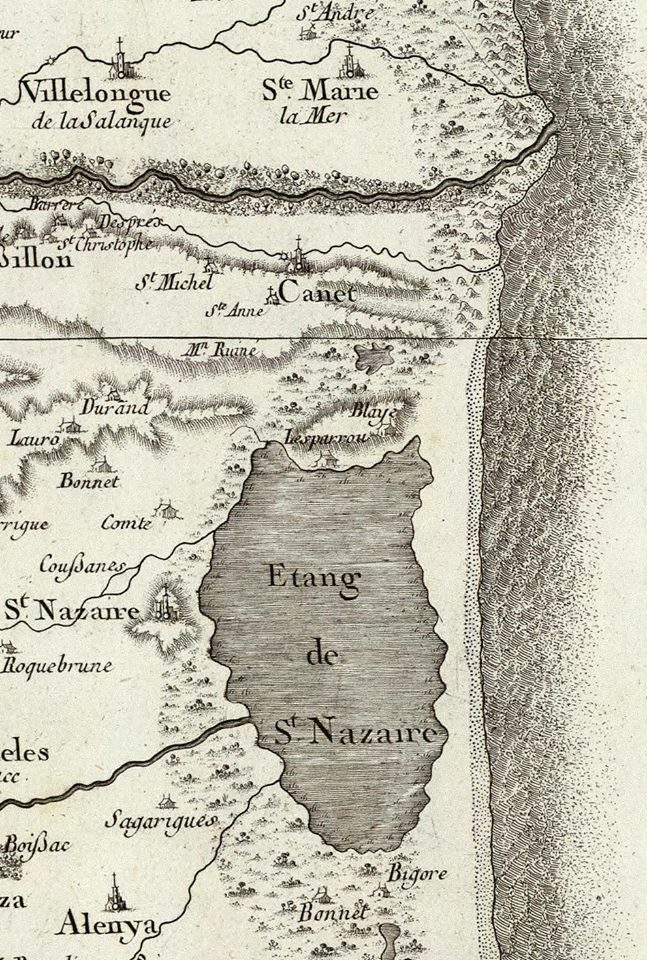
18世纪中期的卡内地图

“卡内”一名来源于“kan”，意为“高地”，可能与其境内的一处丘陵有关；“鲁西永地区”这一后缀则自1983年起成为当地官方名称的一部分。
在部分汉语文献中，“Canet-en-Roussillon”被纯音译为卡内昂鲁西永。

## 历史
鲁西永地区卡内境内出土有新石器时期的文物。罗马人入侵后，此地出现了橄榄与葡萄种植园。12世纪时，卡内成为马略卡王国的一部分，并成为其国都佩皮尼昂的重要港口。1322年，阿拉贡国王佩德罗四世占领马略卡，将卡内设为一个子爵国。法西战争期间，卡内受到了较为严重的破坏。根据1659年签订的《比利牛斯條約》，卡内成为法兰西王国鲁西永行省的一部分。17世纪末，卡内遭到洪水和黑死病疫情的袭击，当地人口数量骤减，经济出现严重衰退。法国大革命后，卡内成为东比利牛斯省的一个市镇，彼时，当地人口数量仅两百。20世纪后，随着旅游业的发展以及佩皮尼昂的城市扩张，卡内人口数量快速上升，其沿海地带被开辟为旅游区。1971年，卡内与相邻的圣纳泽尔合并，成为“鲁西永地区卡内-圣纳泽尔”（Canet-en-Roussillon-Saint-Nazaire）。1983年，两地再次被拆分，“鲁西永地区”这一后缀则得以保留。2008年11月27日，鲁西永地区卡内附近的地中海海域发生德国特大航空888T号班机空难，造成七人遇难。

## 地理

鲁西永地区卡内在佩皮尼昂区内的位置

鲁西永地区卡内位于法国南部，奥克西塔尼大区南部和东比利牛斯省东部，市中心距离省会佩皮尼昂大约7公里。与鲁西永地区卡内接壤的市镇包括：圣玛丽拉梅尔、维勒隆格-德拉萨朗克、佩皮尼昂、卡贝斯塔尼、圣纳泽尔、阿莱尼亚、圣西普里安。

### 地形
鲁西永地区卡内位于地中海沿岸，境内地势平坦，全境海拔在0到37米之间。

### 水文
泰特河自西向东流经境内北部，并在此注入地中海；市区西南部为卡内-圣纳泽尔湖，是一个天然的潟湖，通过一条狭窄的水道与地中海连接。

### 植被
鲁西永地区卡内属于亚热带常绿硬叶林区，林地主要分布于河道及湖泊附近，其中多处林地被开发成为野营地。

### 气候
鲁西永地区卡内在柯本气候分类法中属于地中海气候。
鲁西永地区卡内境内设有气象站，以下为该气象站的数据（其中日照数据取自佩皮尼昂）：
| 鲁西永地区卡内1981年－2019年 | 鲁西永地区卡内1981年－2019年 | 鲁西永地区卡内1981年－2019年 | 鲁西永地区卡内1981年－2019年 | 鲁西永地区卡内1981年－2019年 | 鲁西永地区卡内1981年－2019年 | 鲁西永地区卡内1981年－2019年 | 鲁西永地区卡内1981年－2019年 | 鲁西永地区卡内1981年－2019年 | 鲁西永地区卡内1981年－2019年 | 鲁西永地区卡内1981年－2019年 | 鲁西永地区卡内1981年－2019年 | 鲁西永地区卡内1981年－2019年 | 鲁西永地区卡内1981年－2019年 |
| 月份                         | 1月                          | 2月                          | 3月                          | 4月                          | 5月                          | 6月                          | 7月                          | 8月                          | 9月                          | 10月                         | 11月                         | 12月                         | 全年                         |
| ---------------------------- | ---------------------------- | ---------------------------- | ---------------------------- | ---------------------------- | ---------------------------- | ---------------------------- | ---------------------------- | ---------------------------- | ---------------------------- | ---------------------------- | ---------------------------- | ---------------------------- | ---------------------------- |
| 历史最高温 °C（°F）          | 22.2 (72.0)                  | 23.5 (74.3)                  | 28.5 (83.3)                  | 27.3 (81.1)                  | 31 (88)                      | 36 (97)                      | 36 (97)                      | 38 (100)                     | 38 (100)                     | 32 (90)                      | 25 (77)                      | 26.1 (79.0)                  | 38 (100)                     |
| 平均高温 °C（°F）            | 12.3 (54.1)                  | 13 (55)                      | 15.8 (60.4)                  | 17.4 (63.3)                  | 20.8 (69.4)                  | 24.7 (76.5)                  | 27.9 (82.2)                  | 27.5 (81.5)                  | 24.6 (76.3)                  | 20 (68)                      | 15.4 (59.7)                  | 13 (55)                      | 19.4 (66.9)                  |
| 日均气温 °C（°F）            | 8.6 (47.5)                   | 9.3 (48.7)                   | 11.9 (53.4)                  | 13.6 (56.5)                  | 17.2 (63.0)                  | 20.8 (69.4)                  | 23.7 (74.7)                  | 23.4 (74.1)                  | 20.2 (68.4)                  | 16.3 (61.3)                  | 11.9 (53.4)                  | 9.5 (49.1)                   | 15.5 (59.9)                  |
| 平均低温 °C（°F）            | 4.9 (40.8)                   | 5.6 (42.1)                   | 8 (46)                       | 9.9 (49.8)                   | 13.5 (56.3)                  | 16.9 (62.4)                  | 19.4 (66.9)                  | 19.2 (66.6)                  | 15.8 (60.4)                  | 12.5 (54.5)                  | 8.5 (47.3)                   | 6 (43)                       | 11.7 (53.1)                  |
| 历史最低温 °C（°F）          | −8 (18)                      | −8 (18)                      | −5 (23)                      | 0.5 (32.9)                   | 2 (36)                       | 6 (43)                       | 9 (48)                       | 7 (45)                       | 5 (41)                       | 1 (34)                       | −6 (21)                      | −5 (23)                      | −8 (18)                      |
| 平均降水量 mm（）            | 64.4 (2.54)                  | 57.5 (2.26)                  | 38 (1.5)                     | 48.2 (1.90)                  | 51.9 (2.04)                  | 24.7 (0.97)                  | 13.8 (0.54)                  | 35.4 (1.39)                  | 47.2 (1.86)                  | 103.2 (4.06)                 | 74.6 (2.94)                  | 63.5 (2.50)                  | 622.4 (24.50)                |
| 月均日照時數                 | 141.2                        | 160.8                        | 209.6                        | 218                          | 235.8                        | 268.9                        | 298.2                        | 267.4                        | 222.2                        | 167.6                        | 149.2                        | 126.1                        | 2,465                        |
| 来源：infoclimat.fr          |                              |                              |                              |                              |                              |                              |                              |                              |                              |                              |                              |                              |                              |

## 行政区划
鲁西永地区卡内是法国奥克西塔尼大区东比利牛斯省的一个市镇，编号为66037。鲁西永地区卡内隶属于佩皮尼昂区，隶属于东比利牛斯省第二选区，管理沙岸县，同时也是佩皮尼昂地中海城市公共社区的组成部分。
在街区管理方面，鲁西永地区卡内市政府设置街区行署（Commissaire de Quartier），负责收集和反馈居民信息。
法国国家统计与经济研究所（简称）在进行数据统计时，将鲁西永地区卡内及相邻的另外14个市镇设为佩皮尼昂城市核心区，并将包括核心区在内的周边共66个市镇划为佩皮尼昂城市区。自2020年起，佩皮尼昂城市区被包含118个市镇的佩皮尼昂城市辐射区代替。此外，还将鲁西永地区卡内市镇分为了4个“块区”（IRIS），以便于统计人口分布情况。

## 交通

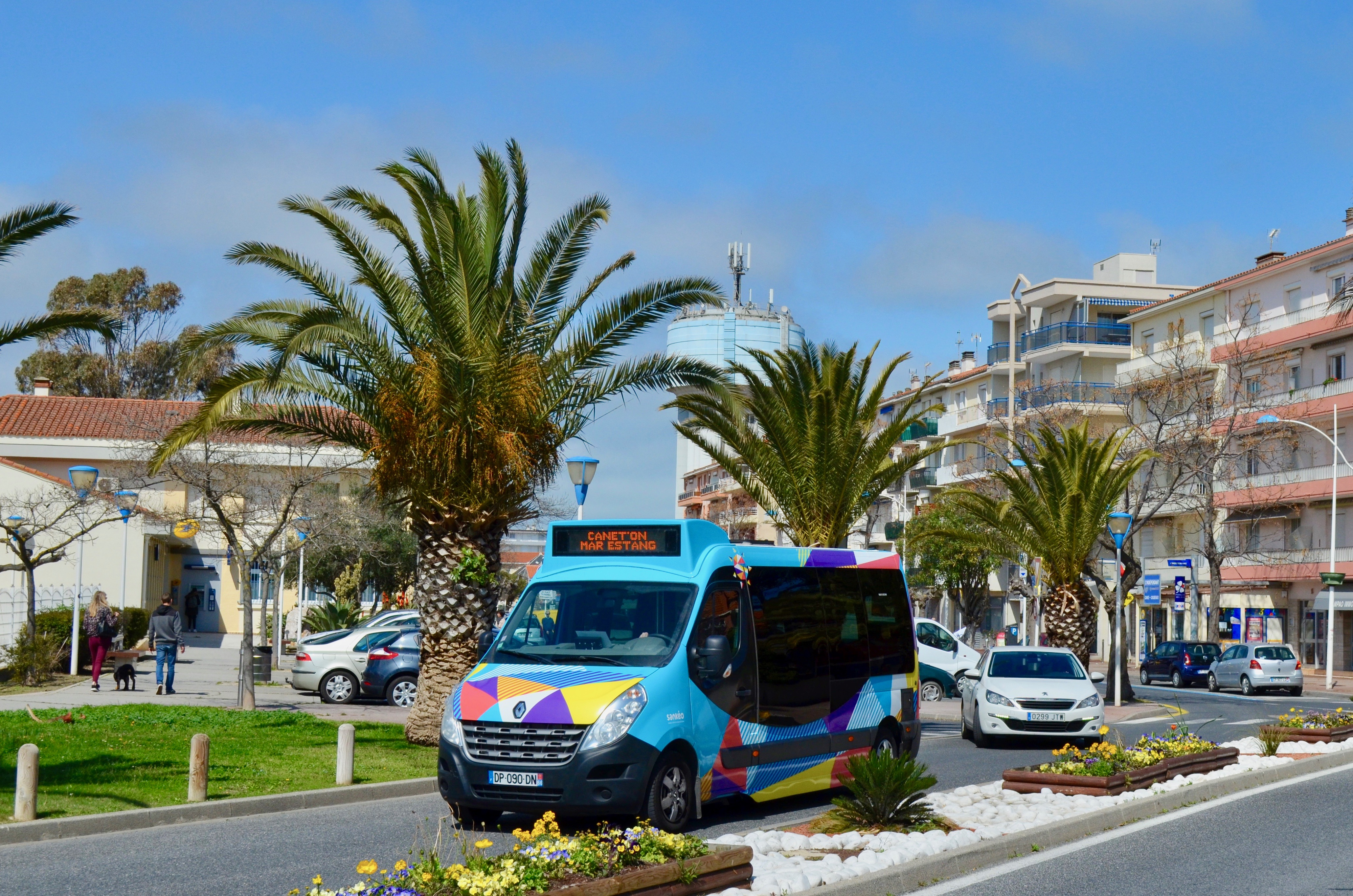
鲁西永地区卡内街头的摆渡巴士

### 公路
鲁西永地区卡内与省会佩皮尼昂之间建有双向四车道的快速公路（编号为D617），此外还有多条东比利牛斯省省道在鲁西永地区卡内境内交汇。
2017年，34.9%的鲁西永地区卡内家庭拥有至少一辆的私人汽车。2018年，鲁西永地区卡内境内共发生各类交通事故9起，造成1人遇难，11人受伤。

### 铁路
1900至1953年间，鲁西永地区卡内境内曾有米轨铁路可连通佩皮尼昂，后因铁路设施老化和私人汽车的兴起而废弃。
现有距离鲁西永地区卡内最近的铁路客运车站为佩皮尼昂站，后者停靠多条线路的高速及区域列车。

### 航空
距离鲁西永地区卡内最近的民用航空站为佩皮尼昂机场，距离鲁西永地区卡内市中心的公路里程约11公里。

### 城市公共交通
鲁西永地区卡内是佩皮尼昂城市公共交通（商业名称为）的服务范围，后者是一个由韦克塔利亚运营的城市公共交通系统。截至2021年3月，该系统共包括36条公交线路，其中公交3路连接鲁西永地区卡内市区和佩皮尼昂火车站，工作日白天发车频率在半小时以内；除此之外，该系统每年夏季及节假日还将增开摆渡线路，以方便当地旅客的出行。

## 政治

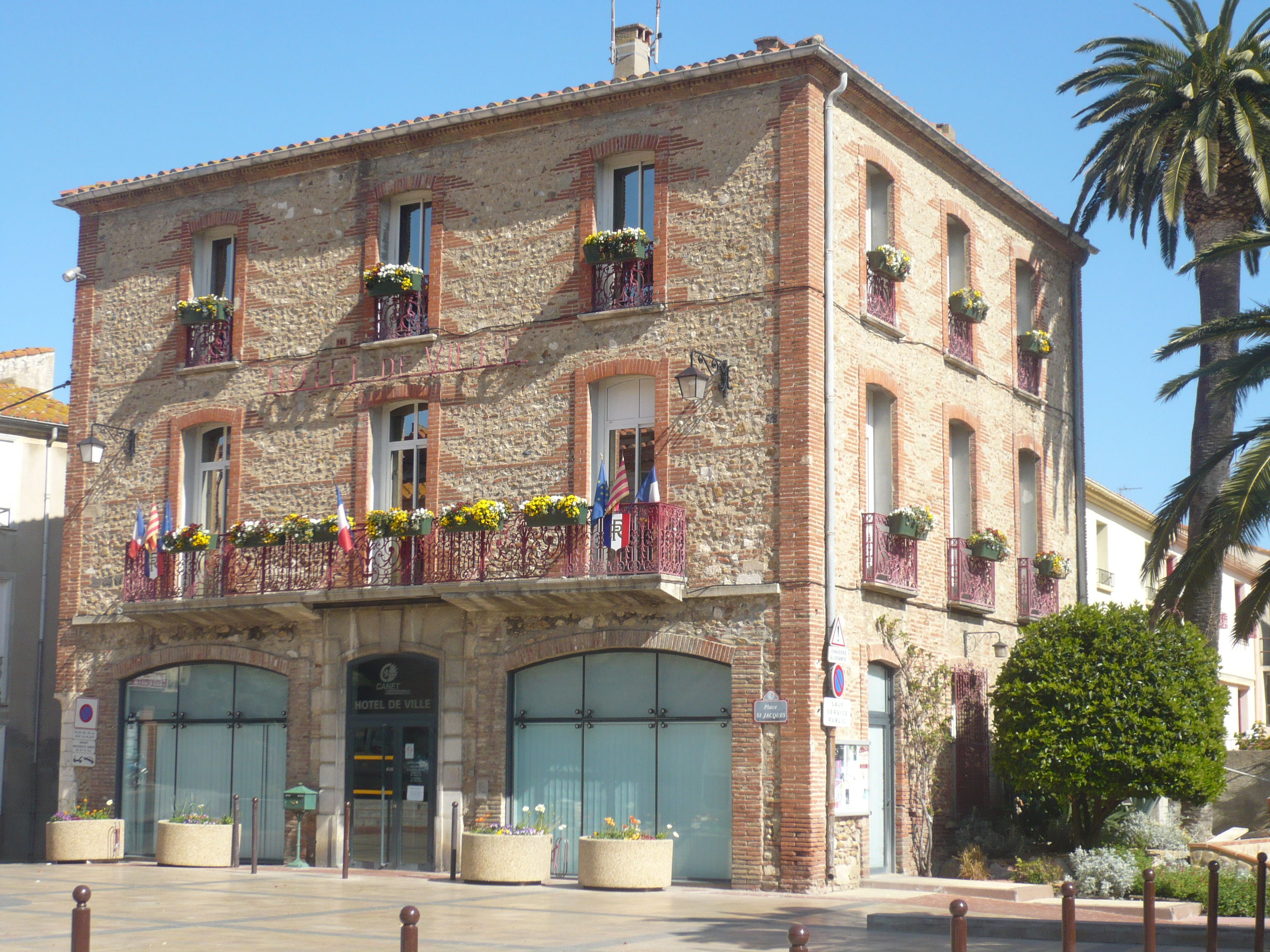
鲁西永地区卡内市政厅

鲁西永地区卡内的现任市长为斯特凡纳·洛达先生（Stéphane Loda），他是一名右翼无党派人士，在2020年的市政选举中获得了67.37%的支持率。
在2017年的法国总统大选中，法国第25任总统埃马纽埃尔·马克龙在鲁西永地区卡内获得了50.73%的支持率。
| 鲁西永地区卡内历届市长 |                     |                                  |
| 任期                   | 市长                | 党派                             |
| 1944年－1947年         | 加布里埃尔·昂里克   | 不详                             |
| 1947年－1950年         | 约瑟夫·帕热斯       | 不详                             |
| 1950年－1965年         | 弗朗索瓦·穆达       | 不详                             |
| 1965年－1966年         | 克里斯蒂安·布里尼厄 | 不详                             |
| 1967年－1971年         | 弗朗索瓦·穆达       | 不详                             |
| 1971年－1989年         | 雅克·库佩           | UDF法国民主联盟 →RAD激进党       |
| 1989年－2010年         | 阿莱特·佛朗哥       | RPR保衛共和聯盟 →UMP人民运动联盟 |
| 2010年－2020年         | 贝尔纳·杜邦         | UMP人民运动联盟 →LR共和黨        |
| 2020年－               | 斯特凡纳·洛达       | DVD右翼无党派人士                |

## 人口
2017年，鲁西永地区卡内市镇人口数量为12,130，在法国排名第800位。其中男性5,539人，女性6,591人，75岁及以上人口占14.7%，外籍人口数量为2,471人，人口密度为542人/平方公里，当地居民被称为（男性）或（女性）。2018年，鲁西永地区卡内境内出生66人，死亡人口166人。
| 年份   | 1936  | 1946  | 1954  | 1962  | 1968  | 1975  | 1982  | 1990  | 1999   | 2006   | 2011   | 2016   | 2018   |
| ------ | ----- | ----- | ----- | ----- | ----- | ----- | ----- | ----- | ------ | ------ | ------ | ------ | ------ |
| 人口數 | 1,238 | 1,213 | 1,853 | 2,646 | 3,658 | 5,127 | 7,219 | 7,575 | 10,182 | 11,702 | 13,091 | 12,069 | 12,186 |

## 经济

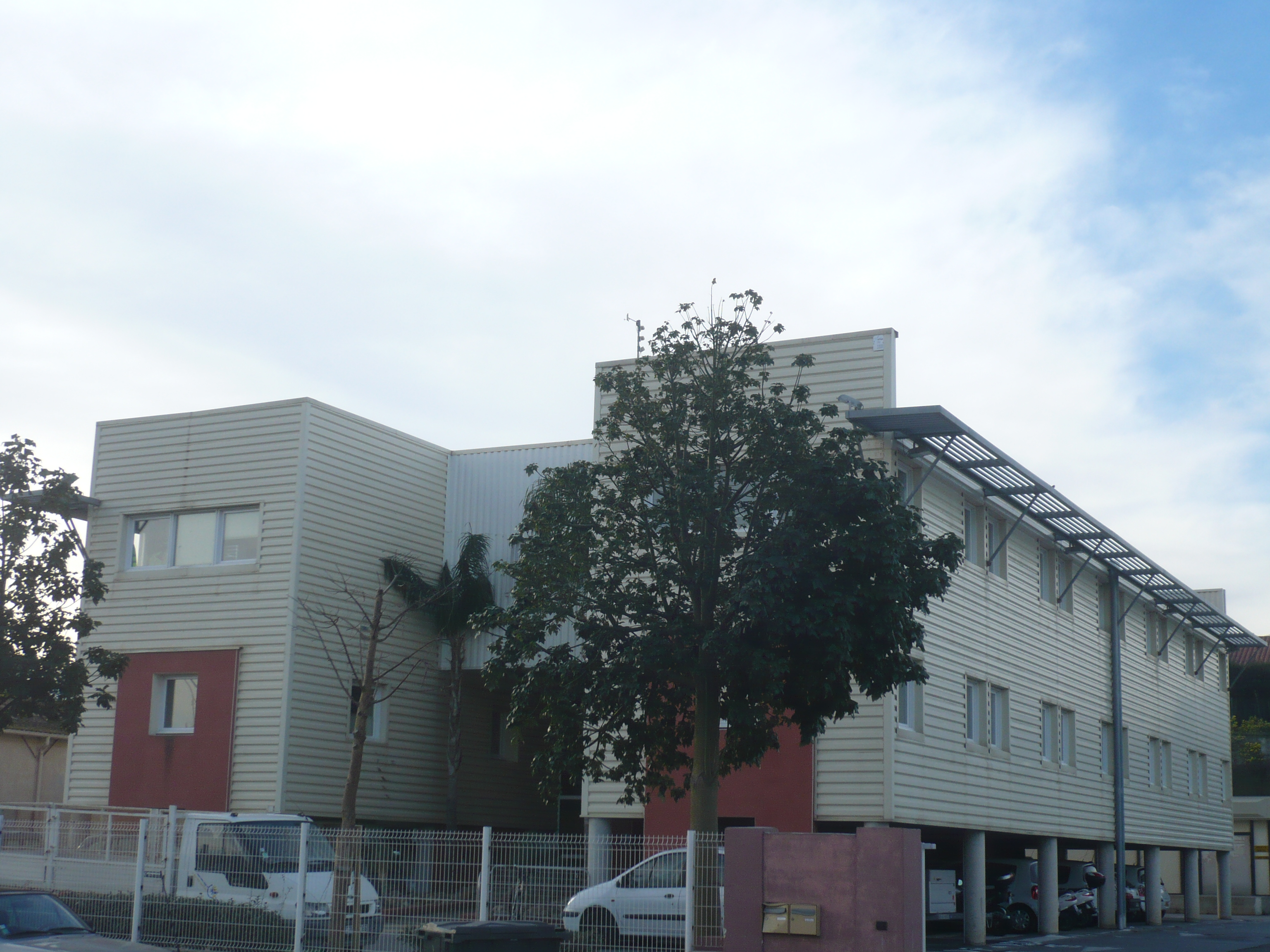
鲁西永地区卡内的一处技能培训中心

鲁西永地区卡内是佩皮尼昂重要的卫星城，当地共有各类用人单位3,318家，平均历史为16年，其中99.56%为中小型企业（PME）。（办公建筑）、（零售）及（酒店接待）是当地2019年营业额最高的三个企业，分别为69,822,866欧元、12,547,777欧元和8,426,278欧元。

## 财政收入
2019年，鲁西永地区卡内的财政收入总额为26,942,500欧元，财政支出总额为23,469,800欧元，当年的债务总额为15,249,100欧元。
2015年，鲁西永地区卡内的人均月收入总额为2,249欧元，其中高级职员为4,111欧元，中级职员为2,512欧元，普通职员为1,783欧元。
2017年，鲁西永地区卡内境内的青壮年（15至64岁）失业率为23.3%，当地50.8%的家庭拥有纳税资格。

## 社会事务

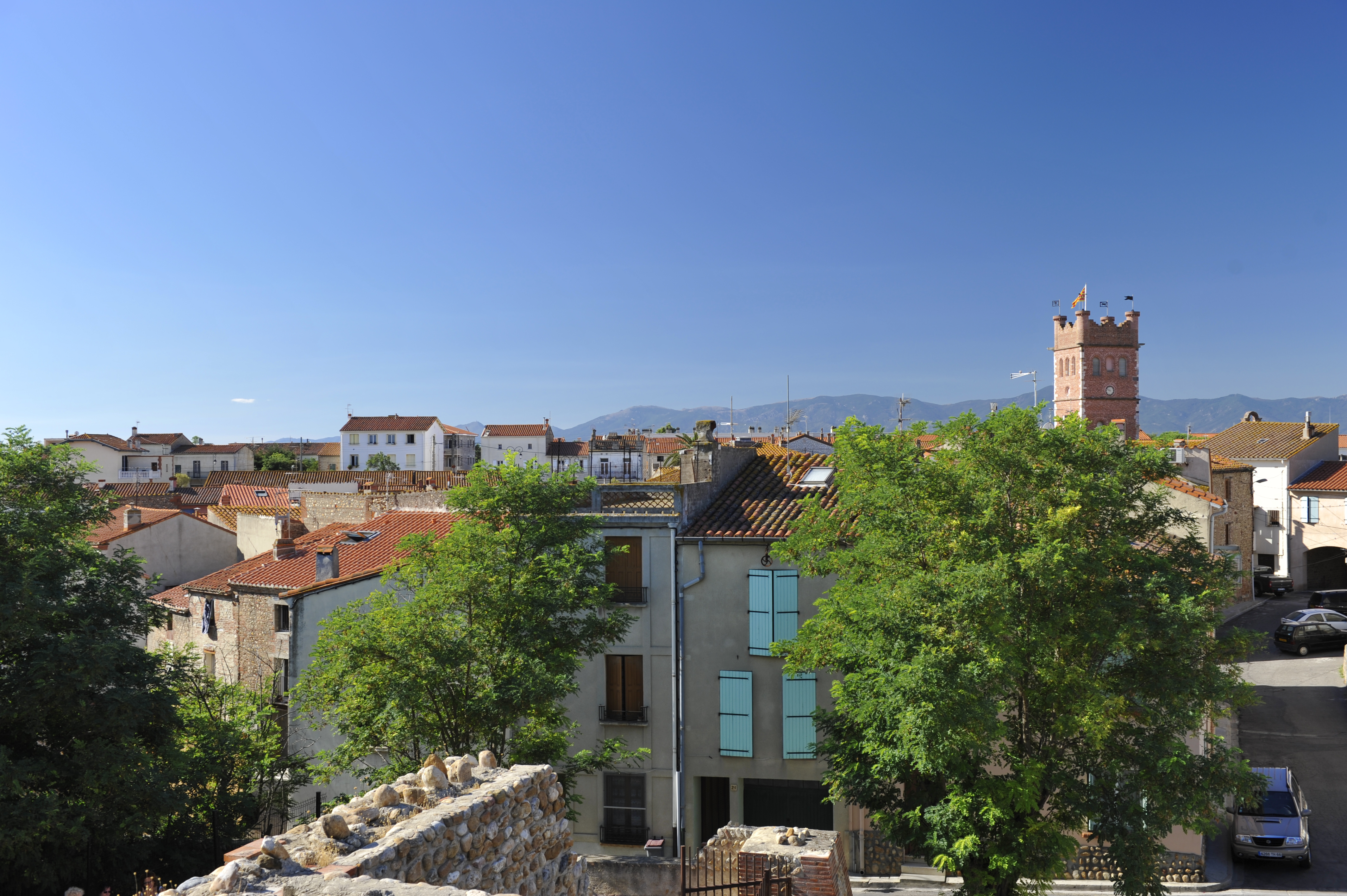
鲁西永地区卡内镇中心

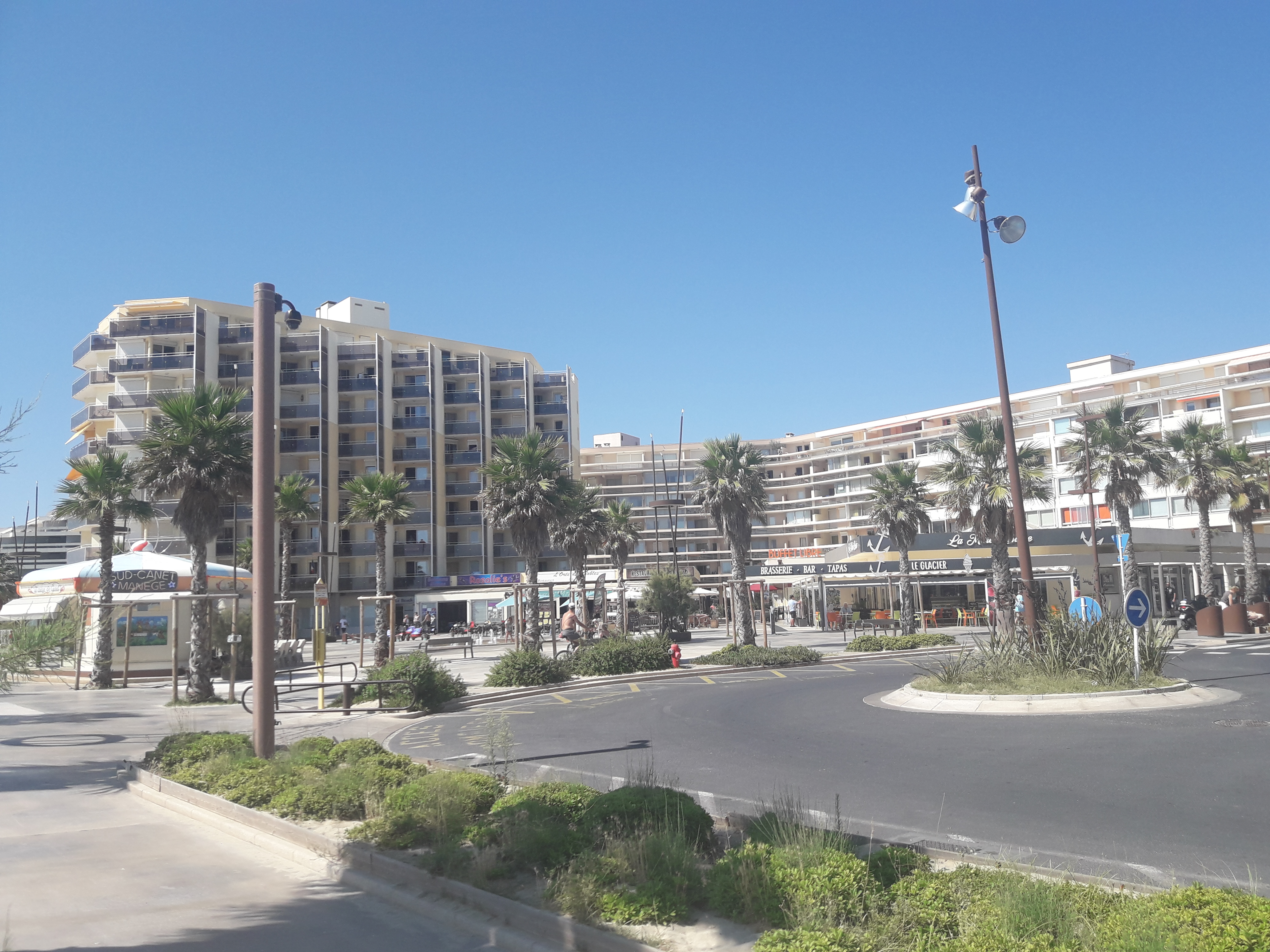
海滨假日公寓楼

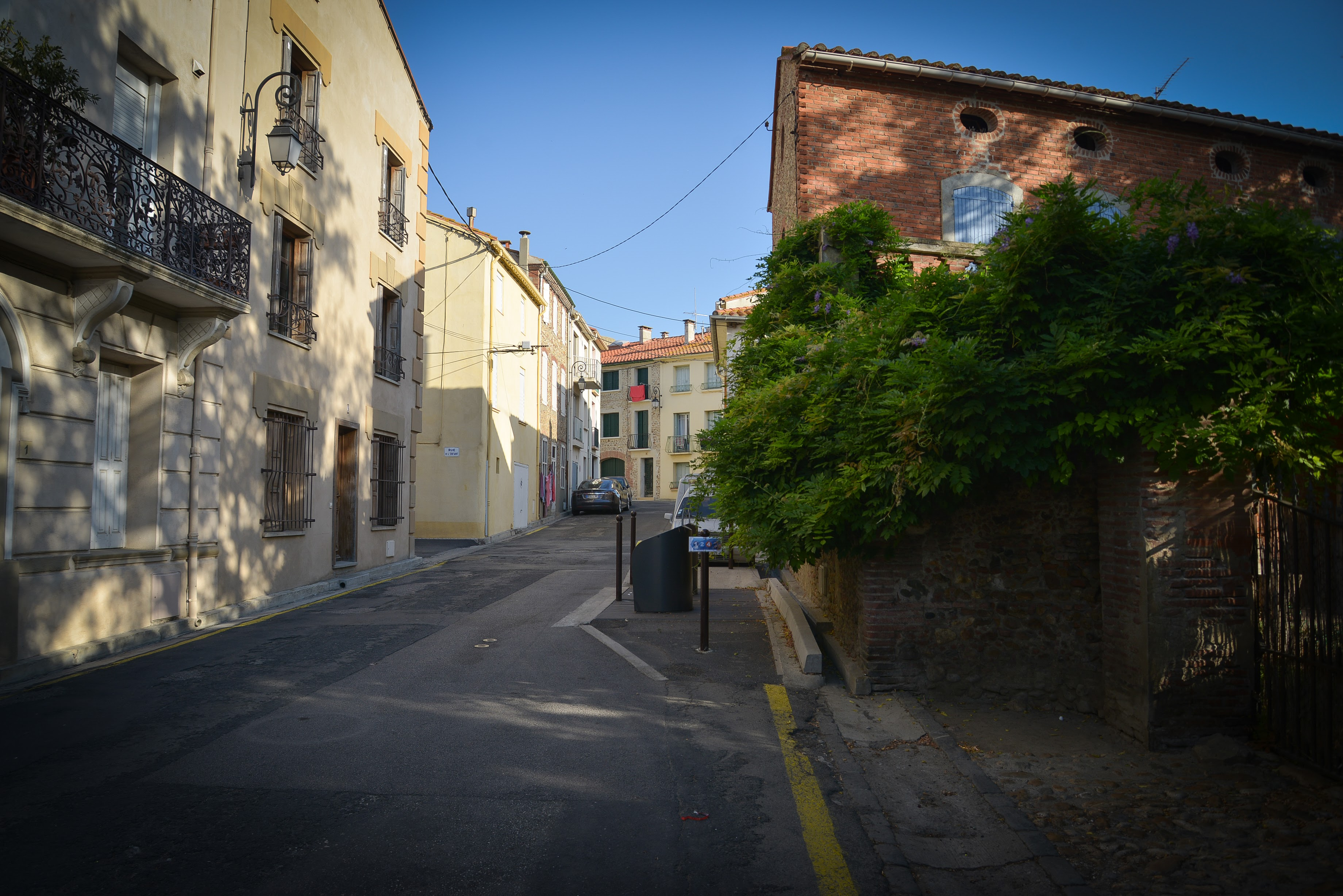
城堡街

### 教育
鲁西永地区卡内属于蒙彼利埃学区。截止2019年1月1日，鲁西永地区卡内境内共有2所幼儿园、2所小学、1所初级中学和1所普通高中。2018至2019学年度，鲁西永地区卡内境内共有在校中等教育阶段学生1,748名。

### 医疗
截止2019年1月1日，鲁西永地区卡内境内共有全科医生11名、保健师34名、牙医11名、护士45名、眼科医生1名、助产士2名、儿科医生1名和妇科医生2名。境内共有药房5家和养老院1家。
鲁西永地区卡内是佩皮尼昂中心医院的服务范围，后者是法国的一个区域性医疗机构，其主病区位于佩皮尼昂市区，设有床位863个，是这一区域规模最大的公立综合性医院。

### 住房
2017年，鲁西永地区卡内境内共有各类住房15,740套，其中34.9%为独立式居民区，64.6%为集中式居民区。常住房屋占鲁西永地区卡内市镇范围内居民建筑总量的41.6%。
在住房保障政策方面，2017年，鲁西永地区卡内境内共有1,691户家庭获得了住房经济补助，受益人数占总人口数量的13.9%，其中1,592份为房租补助。

### 商业
2019年，鲁西永地区卡内境内共有各类实体商铺722家，其中餐厅239家、大型超市5家、杂货店11家、面包房21家、肉铺4家、书店6家、装饰品店4家、银行门店11家、美容美发店33家、汽车维修店17家。市区中部建有一所卡西诺超市，而市中心距离佩皮尼昂家乐福购物中心的车程在10分钟以内。

### 体育
2019年，鲁西永地区卡内境内共有1家游泳池、3间体育馆、9处网球场、2处足球或橄榄球场以及2处篮球或排球场。
卡内鲁西永足球俱乐部成立于2014年，其前身为佩皮尼昂足球俱乐部，2020至2021赛季参加法國全國乙組聯賽（法丁），其主场为可容纳3,400名观众的圣米歇尔球场。
卡内游泳队成立于1976年，法国游泳运动员弗雷德里克·布斯凯、卡米尔·拉库尔和洛尔·马诺杜曾在该队训练。

### 环境
鲁西永地区卡内的环境事务由其所属的公共社区负责。2019年，鲁西永地区卡内境内共有1家污染企业。

### 治安
2019年，鲁西永地区卡内市镇范围内有1处宪兵队。
2014年，鲁西永地区卡内及附近地区共发生各类案件5,491起，其中盗窃类案件3,753起，经济类案件433起，毒品交易类案件243起。

## 文化
2019年，鲁西永地区卡内境内暂无文化设施，当地建有一处市政多媒体图书馆。

### 建筑
鲁西永地区卡内境内有多处法国国家文物保护单位，其中埃斯帕鲁城堡、圣雅各教堂等为当地的代表性建筑物。

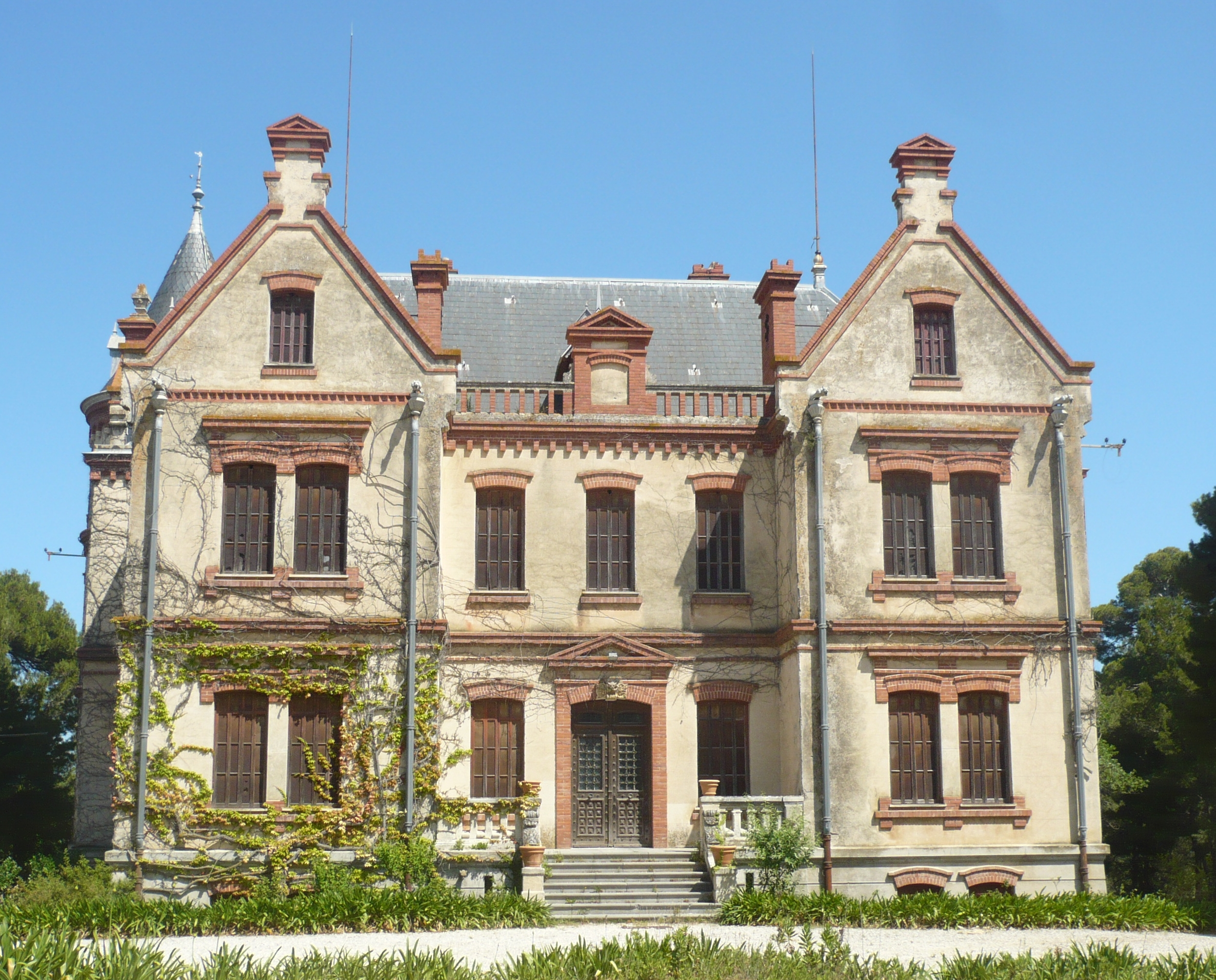
埃斯帕鲁城堡（法语：Château de l'Esparrou）
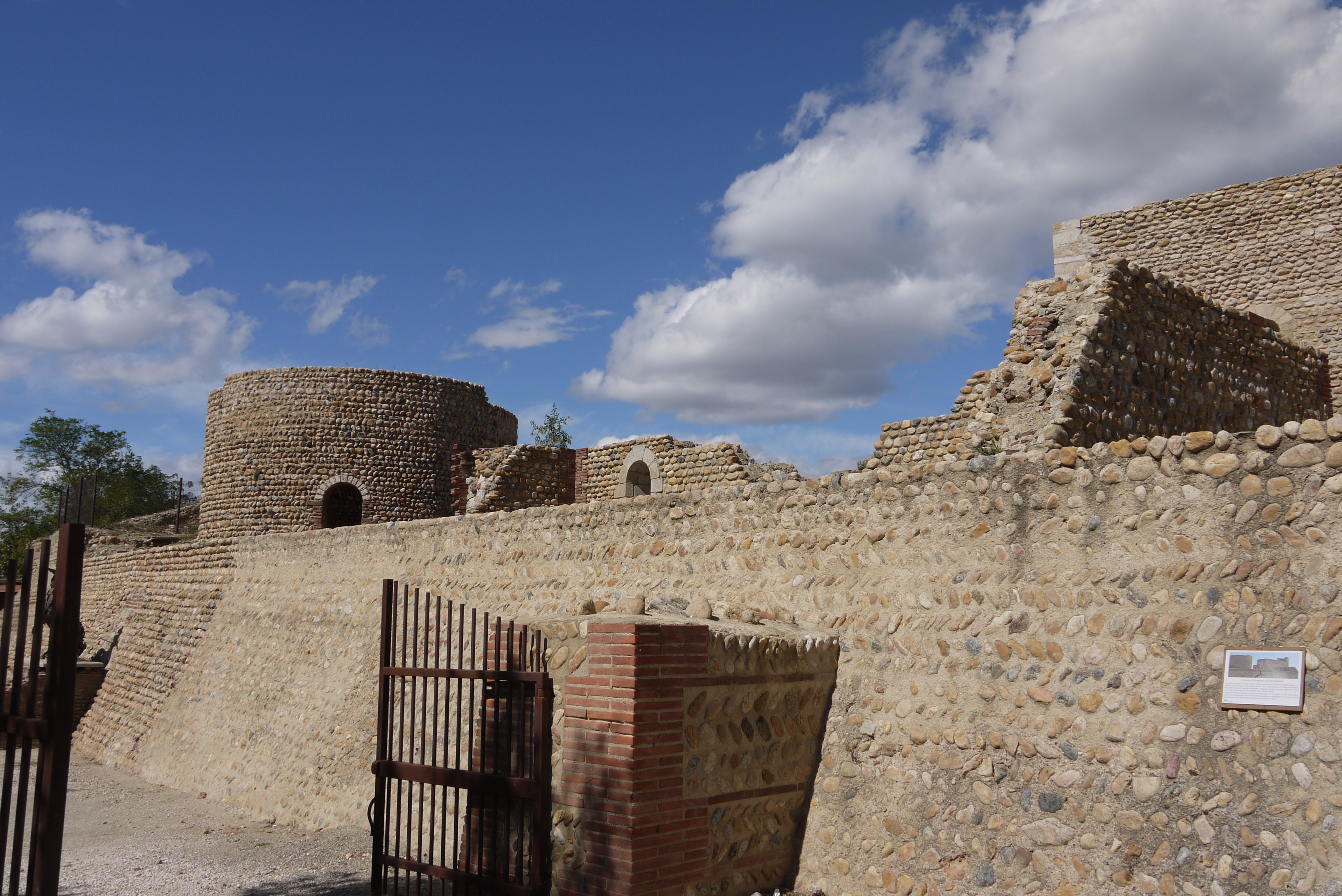
卡内城堡（法语：Château de Canet-en-Roussillon）城墙
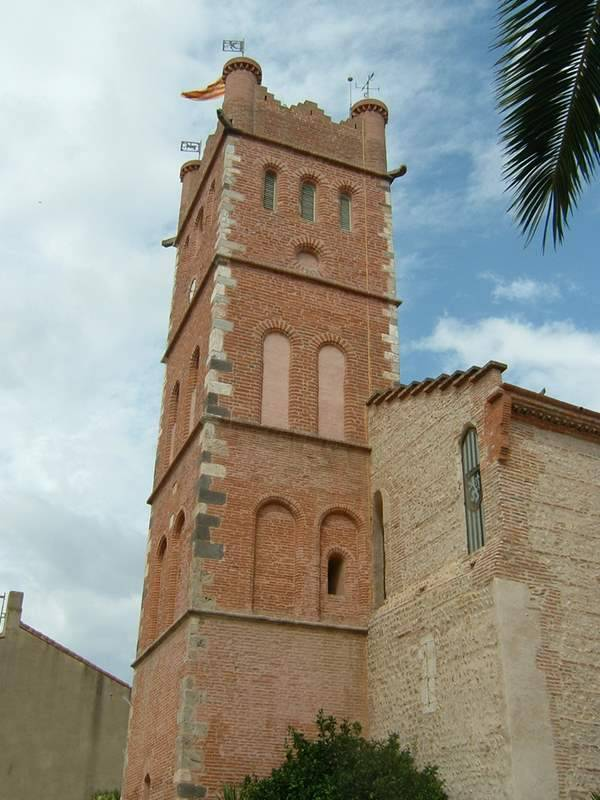
圣雅各教堂（法语：Église Saint-Jacques de Canet-en-Roussillon）
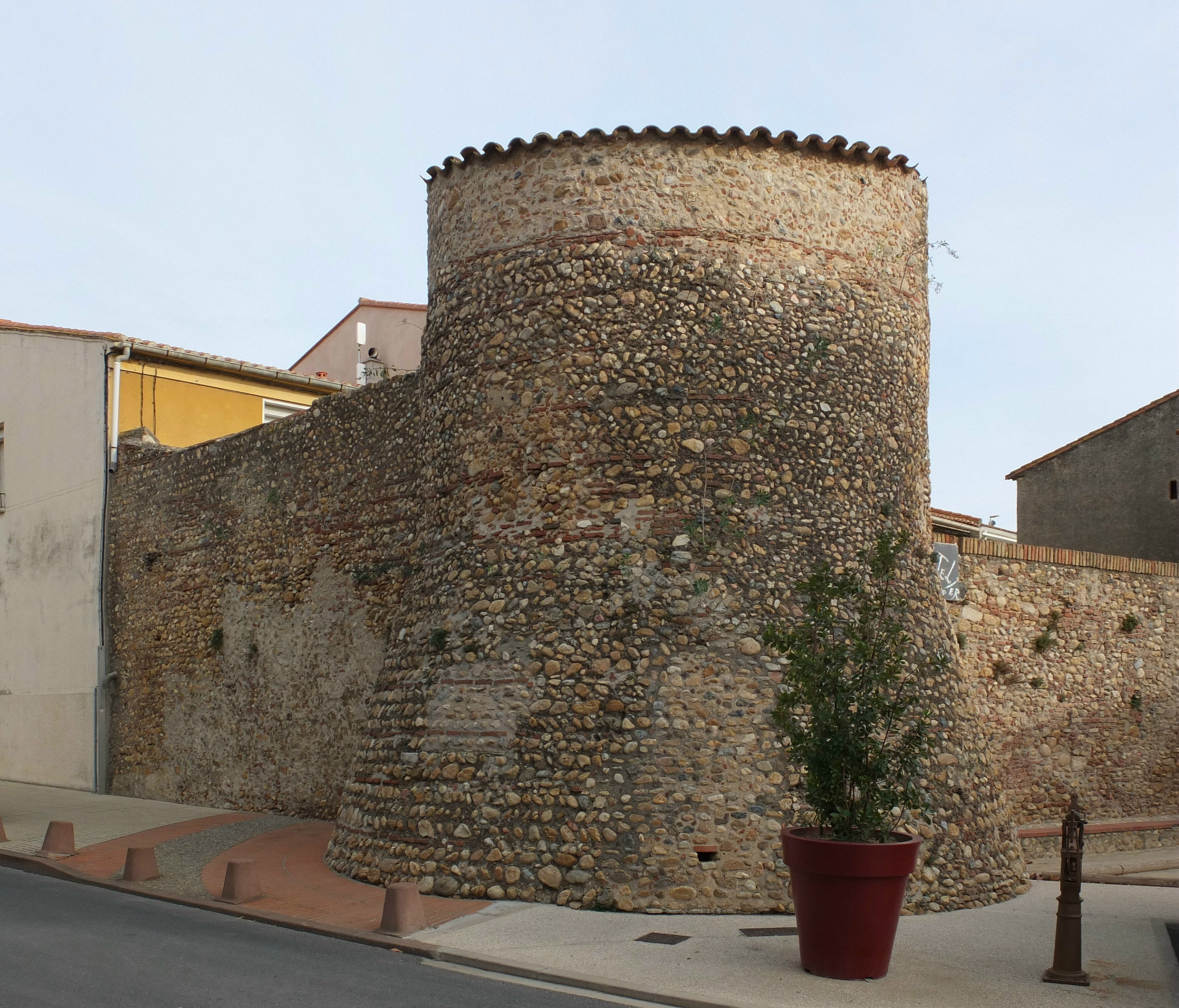
卡内转塔
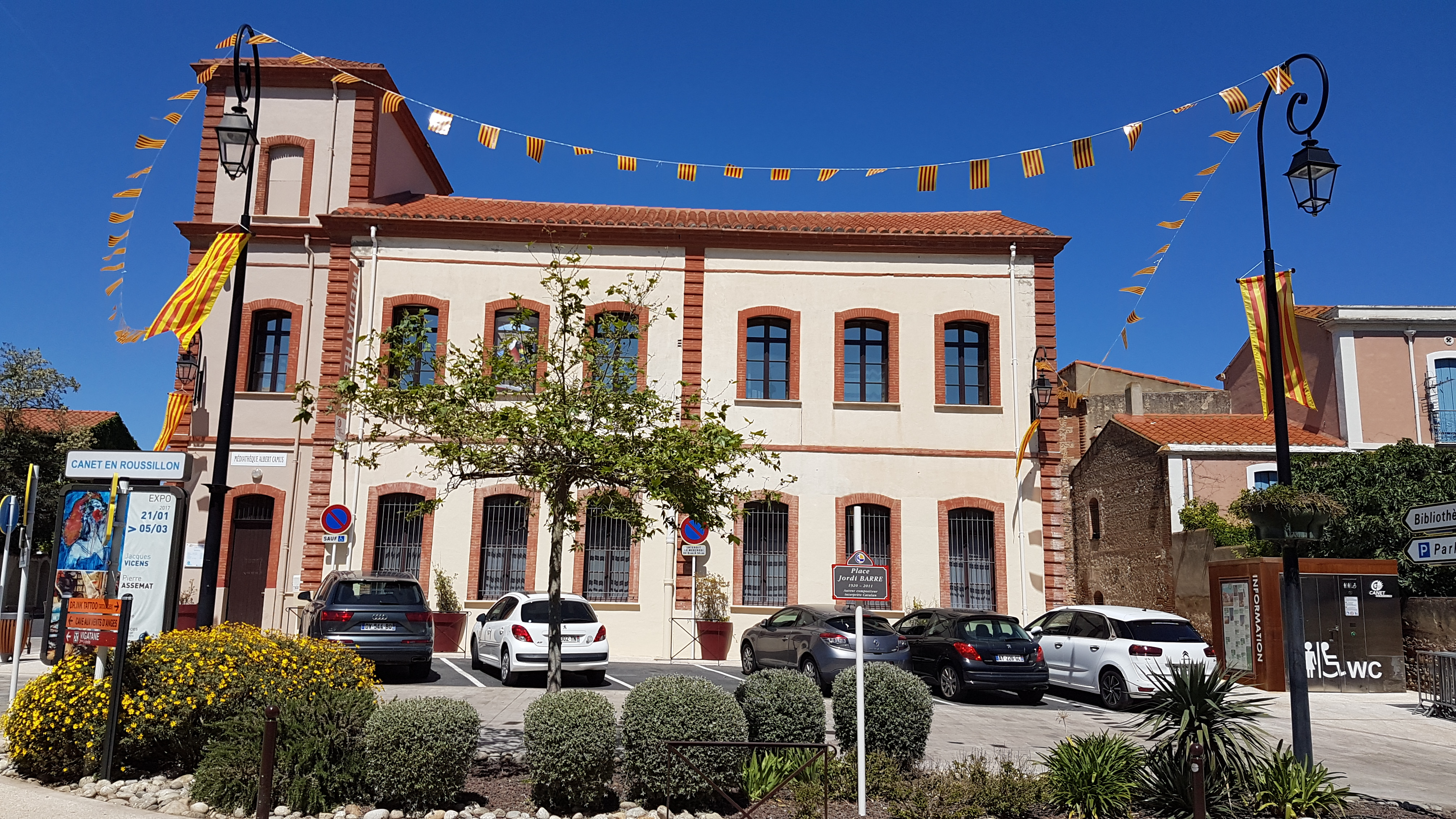
市政图书馆
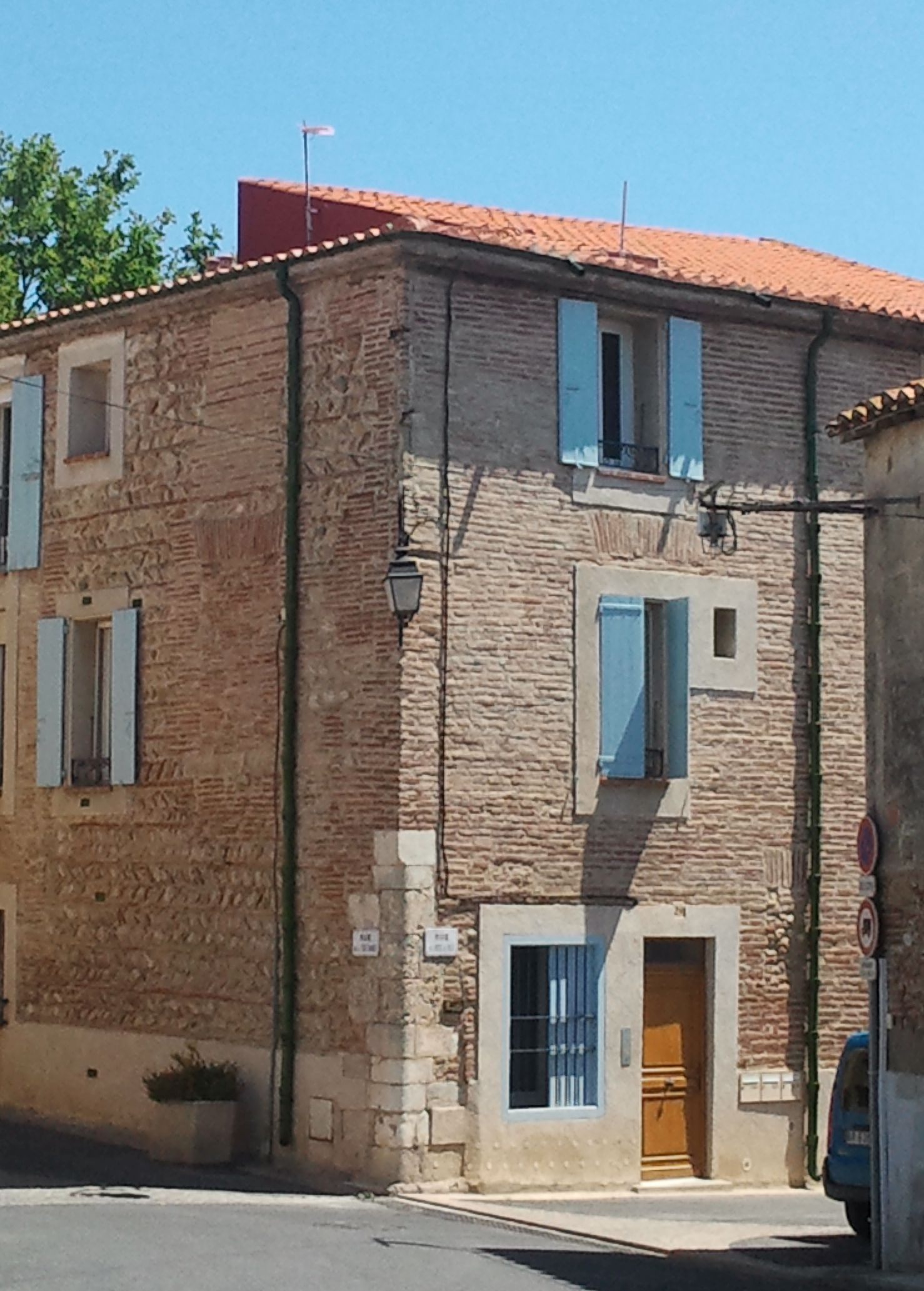
传统建筑

### 旅游
鲁西永地区卡内是法国地中海沿岸重要的旅游城市，当地的旅游事务由其所属的公共社区负责。2020年，鲁西永地区卡内境内共有15家宾馆共计548间房间；另有8个露营地，可容纳共2,364辆露营车。

### 媒体
法国主要的媒体均可在鲁西永地区卡内接收，法国电视三台下属的奥克西塔尼大区频道在部分时段播出鲁西永地区卡内所属区域的地方新闻。

## 相关人物
法国女政治家马蒂尔德·加布里埃尔-佩里出生于鲁西永地区卡内。

## 友好城市
截至2021年3月，鲁西永地区卡内共与一座城市互为友好城市关系：
- 爱尔兰 梅努斯[45]